# Hökagöl (Älghults socken, Småland)
Hökagöl är en sjö i Uppvidinge kommun i Småland och ingår i Alsteråns huvudavrinningsområde. Sjön har en area på 0,161 kvadratkilometer och ligger 222 meter över havet. Sjön avvattnas av vattendraget Lillån.

## Delavrinningsområde
Hökagöl ingår i det delavrinningsområde (632822-148263) som SMHI kallar för Utloppet av Hökasjön. Medelhöjden är 223 meter över havet och ytan är 7,33 kvadratkilometer. Det finns inga avrinningsområden uppströms utan avrinningsområdet är högsta punkten. Lillån som avvattnar avrinningsområdet har biflödesordning 2, vilket innebär att vattnet flödar genom totalt 2 vattendrag innan det når havet efter 102 kilometer. Avrinningsområdet består mestadels av skog (76 procent). Avrinningsområdet har 1,37 kvadratkilometer vattenytor vilket ger det en sjöprocent på 18,6 procent.